# 泊明日菜
泊 明日菜（とまり あすな、3月20日 - ）は、日本の女性声優。茨城県出身。Zynchro所属。

## 略歴
日本ナレーション演技研究所、二松學舍大学卒業生である。
以前はヴィムスに所属していた。

## 人物
声種はアルト。
趣味・特技は寺社参詣、散歩、躰道、クラシックバレエ。秘書検定3級、漢字検定準2級、躰道初段の資格を持っている。
ラグビーユニオン選手の中村亮土は義理の弟。

## 出演
太字はメインキャラクター。

### テレビアニメ
2014年
- 悪魔のリドル（晴の兄）

2015年
- 暁のヨナ（観客）
- うたの☆プリンスさまっ♪ マジLOVEレボリューションズ（通行人）
- 下ネタという概念が存在しない退屈な世界（女子E）

2016年
- ももくり（部員女子B、女生徒）
- 少年メイド（天原雪人）
- この美術部には問題がある!（男子）
- 競女!!!!!!!!（北川冬子、小西晴美）
- クラシカロイド（2016年 - 2018年、友達C / 椎子、子ども、小学6年生） - 2シリーズ
- タイガーマスクW（プロレス女子）

2017年
- タイムボカン24（子供C）
- クズの本懐（小学生D）
- 機動戦士ガンダム 鉄血のオルフェンズ（タービンズ女性、生徒）
- ツインエンジェルBREAK（小学生男子）
- ID-0（通信(3)）
- 戦姫絶唱シンフォギアAXZ（ステファン）
- ナイツ&マジック（悪ガキB）
- 魔法陣グルグル（男の子、人形）
- Just Because!（吹奏楽部後輩B）
- キノの旅 -the Beautiful World- the Animated Series（子供C、子供）
- 妖怪アパートの幽雅な日常（幼い夕士）
- アイドルマスター SideM（子供）

2018年
- 宇宙よりも遠い場所（女子生徒、生徒たち、陸上部員）
- りゅうおうのおしごと!（子供B）
- 覇穹 封神演義（幼い楊戩）
- からかい上手の高木さん（小学生の兄）
- キリングバイツ（城戸の少年時代）
- パズドラ（2018年 - 2025年、明石タイガ）
- ハイスクールD×D HERO（リレンクス、子供）
- 奴隷区 The Animation（江戸川リュウオウ）
- 斉木楠雄のΨ難（小学生、たかし〈小学生〉）
- 鹿楓堂よついろ日和（渡辺洋）
- レイトン ミステリー探偵社 〜カトリーのナゾトキファイル〜（少年2）
- Back Street Girls -ゴクドルズ-（貧民街の弟）
- Phantom in the Twilight（子供A）
- はたらく細胞（赤芽球1）
- 七星のスバル（悪ガキたち）
- 転生したらスライムだった件（2018年 - 2024年、ゴブタ） - 4シリーズ
- となりの吸血鬼さん（女生徒B）

2019年
- とある魔術の禁書目録III（クランス＝R＝ツァールスキー）
- フルーツバスケット（2019年 - 2021年、草摩夾〈幼少期〉） - 3シリーズ
- Dr.STONE（クロム〈幼少期〉）
- あひるの空（2019年 - 2020年、女子高生、幼少期の千秋）

2020年
- A3!（皆木丈）
- ソマリと森の神様（おもてなしの魔女）
- ミュークルドリーミー（2020年 - 2022年、きゅうちゃん、コトコト、ハブラシくん） - 2シリーズ
- ヒーリングっど♥プリキュア（円山孝太）
- ふしぎ駄菓子屋 銭天堂（西谷勝）

2021年
- 天地創造デザイン部（火口）
- はたらく細胞BLACK（脳細胞〈オペレーター〉）
- Re:ゼロから始める異世界生活（子供）
- Vivy -Fluorite Eye's Song-（ナビ）
- 転生したらスライムだった件 転スラ日記（ゴブタ）
- 86-エイティシックス-（2021年 - 2022年、シン〈幼少〉、シデン・イーダ） - 2シリーズ
- NIGHT HEAD 2041（立花正幸）
- 死神坊ちゃんと黒メイド（子供）
- 東京リベンジャーズ（安田さん）

2022年
- 錆喰いビスコ（キューピー）
- ジョジョの奇妙な冒険 ストーンオーシャン（女囚）
- インセクトランド（アダム）
- このヒーラー、めんどくさい（キノコ〈オルテガイア〉）
- であいもん（シゲ）
- 咲う アルスノトリア すんっ!（ペルデラ）
- 邪神ちゃんドロップキックX（老婆）
- 異世界おじさん（森やん）
- 悪役令嬢なのでラスボスを飼ってみました（少年キース）
- VAZZROCK THE ANIMATION（幼少期の直助）

2023年
- 英雄王、武を極めるため転生す 〜そして、世界最強の見習い騎士♀〜（エイダ）
- ダンジョンに出会いを求めるのは間違っているだろうかIV 深章 厄災篇（ネーゼ・ランケット）
- 吸血鬼すぐ死ぬ2（青い果実に本物の愛を教える会 会員C）
- 人間不信の冒険者たちが世界を救うようです（子供ニック）
- ミギとダリ（そらまめの家の子供A）
- SHY（ディヴィー〈幼少期〉）
- 帰還者の魔法は特別です（ブルームーンメンバー）
- 新しい上司はど天然（幼少白崎清優）
- クレヨンしんちゃん（駒田まわる、女性）

2024年
- ダンジョン飯（チルチャック）
- カードファイト!! ヴァンガード Divinez（女子生徒）
- 姫様“拷問”の時間です（陰助）
- WIND BREAKER（柊〈小学生〉）
- 村井の恋（少年真雄）

### 劇場アニメ
- 思い、思われ、ふり、ふられ（2020年）
- 劇場版 抱かれたい男1位に脅されています。〜スペイン編〜（2021年、アントニオ〈少年〉）
- 劇場版 転生したらスライムだった件 紅蓮の絆編（2022年、ゴブタ[19]）

### OVA
- 転生したらスライムだった件 OAD（2019年、ゴブタ） - 漫画版第12・13巻限定版付属
- フルーツバスケット -prelude-（2022年、草摩夾〈幼少期〉）

### Webアニメ
2010年代
- オシリスの天秤（2015年）
- モンスターストライク（2017年、大黒天〈男〉）
- ガンダムビルドダイバーズRe:RISE（2019年 - 2020年、トワナ） - 2シリーズ

2020年代
- ガンダムビルドダイバーズ バトローグ（2020年、トワナ）
- テルマエ・ロマエ ノヴァエ（2022年、ティトゥスの友人、主婦、子供）

### ゲーム
2016年
- クイズRPG 魔法使いと黒猫のウィズ（ミツィオラ・スア）
- 天空のクラフトフリート（メリーサ、クルック、アンジェ、ガラシャ、エスメラ）

2019年
- メリーガーランド（バルダリア）
- 共闘ことばRPG コトダマン（ゴブタ）

2020年
- ARIA CHRONICLE（ティラ）
- キングダムオブヒーローズ（ラージャ）

2021年
- 無職転生〜ゲームになっても本気だす〜（パウロ〈幼少期〉）
- 転生したらスライムだった件 魔王と竜の建国譚（ゴブタ）

2022年
- メメントモリ（スクルド）

2023年
- モンスターストライク（ハービセル）
- テミラーナ国の強運姫と悲運騎士団（マシュウ・オルベーグ・ナイセル）
- 超探偵事件簿 レインコード（少年）
- アーマード・コアVI ファイアーズオブルビコン（リトル・ツィイー）

2024年
- 転生したらスライムだった件 テンペストストーリーズ（ゴブタ）

### ドラマCD
- 白き鋼鉄のX THE OUT OF GUNVOLT プロローグ - 希望の歌姫 -（2020年、ハヤト）

### BLCD
- 優しいパンツの脱がせ方（クラスメイト）
- 彼のいる生活（夏川真奈）

### 吹き替え

#### 映画
- パシフィック・リム（2013年、アマーラの兄[1]）
- マッドタウン（2016年、ドロシー）
- ブラックパンサー（2018年、ドーラ[29]）
- ビューティフル・ボーイ（2019年、子供時代のニック）
- ヒュービーのハロウィーン（2020年、アンディ・オードイル〈タイラー・クラムリー〉）
- ペット・セメタリー（2020年、ドリュー〈ジェイソン・マクガイア〉）
- リトル・モンスターズ（2020年、マックス）
- ドクター・ドリトル（2020年、レオナ[30][31]）
- ザ・スイッチ（2021年、ナイラ〈セレステ・オコナー〉[32]）
- スペース・プレイヤーズ（2021年、シャニース[33]）
- シャザム!（2021年、スーパーダーラ〈ミーガン・グッド〉[34]）※ザ・シネマ版
- レジェンド・オブ・ドラゴン 鉄仮面と龍の秘宝（2022年、リ・フー[35]）
- 私は世界一幸運よ（2022年）
- エブリシング・エブリウェア・オール・アット・ワンス（2023年）
- インディ・ジョーンズと運命のダイヤル（2023年[36]）

#### ドラマ
- アレックス・ライダー シーズン1（アイーシャ）
- エイリアニスト:暗闇の天使 シーズン2（モード、コリーン）
- エクスパンス -巨獣めざめる- シーズン4（エルヴィ）
- ON MY BLOCK シーズン3（ツインテール女子 他）
- クイーン・オブ・ザ・サウス 〜女王への階段〜 シーズン3（カステル）
- クイーンズ・ギャンビット
- グランド・アーミー（ドミニク〈オードリー・ジーン〉）
- ジェーン・ザ・ヴァージン シーズン5 #12（ジュリー）
- ダイアグノーシス 〜謎の症状を探る〜（マリー、クリスタル）
- まほうのレシピ 〜ミステリー・シティ〜（コディ）
- ランナウェイズ シーズン3 #5（エイミー）
- やりすぎ配信! ビザードバーク（ゼイン）
- ユーフォリア/EUPHORIA（ジア・ベネット〈ストーム・リード〉 他）

#### アニメ
- エリオット・フロム・アース（2021年、フランキー ）
- ワイルド・スピード/スパイ・レーサー（英語版）（2021年、ワンダ）
- アダムス・ファミリー2 アメリカ横断旅行!（2022年、パーティー女子1[37]）
- 悪魔城ドラキュラ -キャッスルヴァニア-: 月夜のノクターン（2023年、アネット）
- トランスフォーマー アーススパーク（2024年、ドラマの女性[38]）

### 舞台
- 風凛華斬SINプロデュース風真Vol.7『Obtain〜over the horizon〜』（2015年）[39]

## ディスコグラフィ

### キャラクターソング
| 発売日         | 商品名                                                         | 歌 | 楽曲                                       | 備考                                                                    |
| -------------- | -------------------------------------------------------------- | --- | ------------------------------------------ | ----------------------------------------------------------------------- |
| 2015年11月18日 | TVアニメ『モンスター娘のいる日常』オリジナル・サウンドトラック | ANM48 | 「エブリデイけもみみ」 「狩りたかった」    | TVアニメ『モンスター娘のいる日常』挿入歌                                |
| 2019年3月6日   | Everybody GO!                                                  | 明石タイガ（泊明日菜） | 「Everybody GO!」                          | テレビアニメ『パズドラ』オープニングテーマ                              |
| 2021年2月24日  | DESIGNED BY HEAVEN!                                            | パライソ☆社員スターズ | 「DESIGNED BY HEAVEN!」                    | テレビアニメ『天地創造デザイン部』エンディングテーマ                    |
| 2021年2月24日  | DESIGNED BY HEAVEN!                                            | パライソ☆社員スターズ | 「DESIGNED BY HEAVEN!＜Ad-Option Remix＞」 | テレビアニメ『天地創造デザイン部』関連曲                                |
| 2021年5月26日  | カモナ・テンペスト！/おやすみオレンジ                          | リムル（岡咲美保）、大賢者（豊口めぐみ）、 ヴェルドラ（前野智昭）、シュナ（千本木彩花）、シオン（M・A・O）、 ランガ（小林親弘）、ゴブタ（泊明日菜） | 「カモナ・テンペスト！」                   | テレビアニメ『転生したらスライムだった件 転スラ日記』エンディングテーマ |
| 2022年6月22日  | 「このヒーラー、めんどくさい」めんどくさくない！？音楽アルバム | カーラ（大西亜玖璃） with アルヴィン（佐藤拓也）、キノコ（泊明日菜）                                                                                | 「HERO in HEALER」                         | テレビアニメ『このヒーラー、めんどくさい』エンディングテーマ            |

### シリーズ一覧
1. ↑  第1シリーズ（2016年 - 2017年）、第2シリーズ（2017年 - 2018年）
2. ↑  第1期（2018年 - 2019年）、第2期第1部（2021年）、第2期第2部（2021年）、第3期（2024年）
3. ↑  第1期『1st season』（2019年）、第2期『2nd season』（2020年）、第3期『The Final』（2021年）
4. ↑  第1期（2020年 - 2021年）、第2期『みっくす！』（2021年 - 2022年）
5. ↑  第1クール（2021年）、第2クール（2021年 - 2022年）

### ユニットメンバー
1. ↑  相内沙英、篠田みなみ、千本木彩花、泊明日菜、新田ひより、松田利冴
2. ↑  下田（榎木淳弥）、上田（原由実）、土屋（井上和彦）、木村（梅原裕一郎）、水島（諏訪部順一）、金森（岸尾だいすけ）、冥戸（大空直美）、海原（竹内良太）、火口（泊明日菜）